# Bandasee

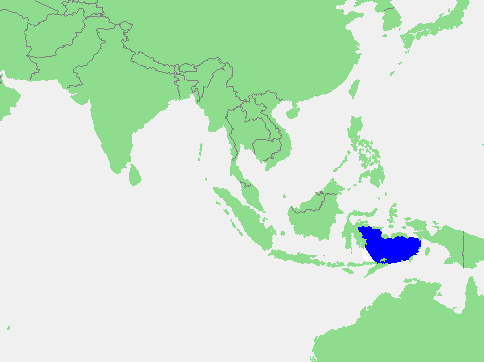
Lage der Bandasee

Die Bandasee ist ein Randmeer des Pazifischen Ozeans, inmitten der indonesischen Inselwelt.

## Geographie

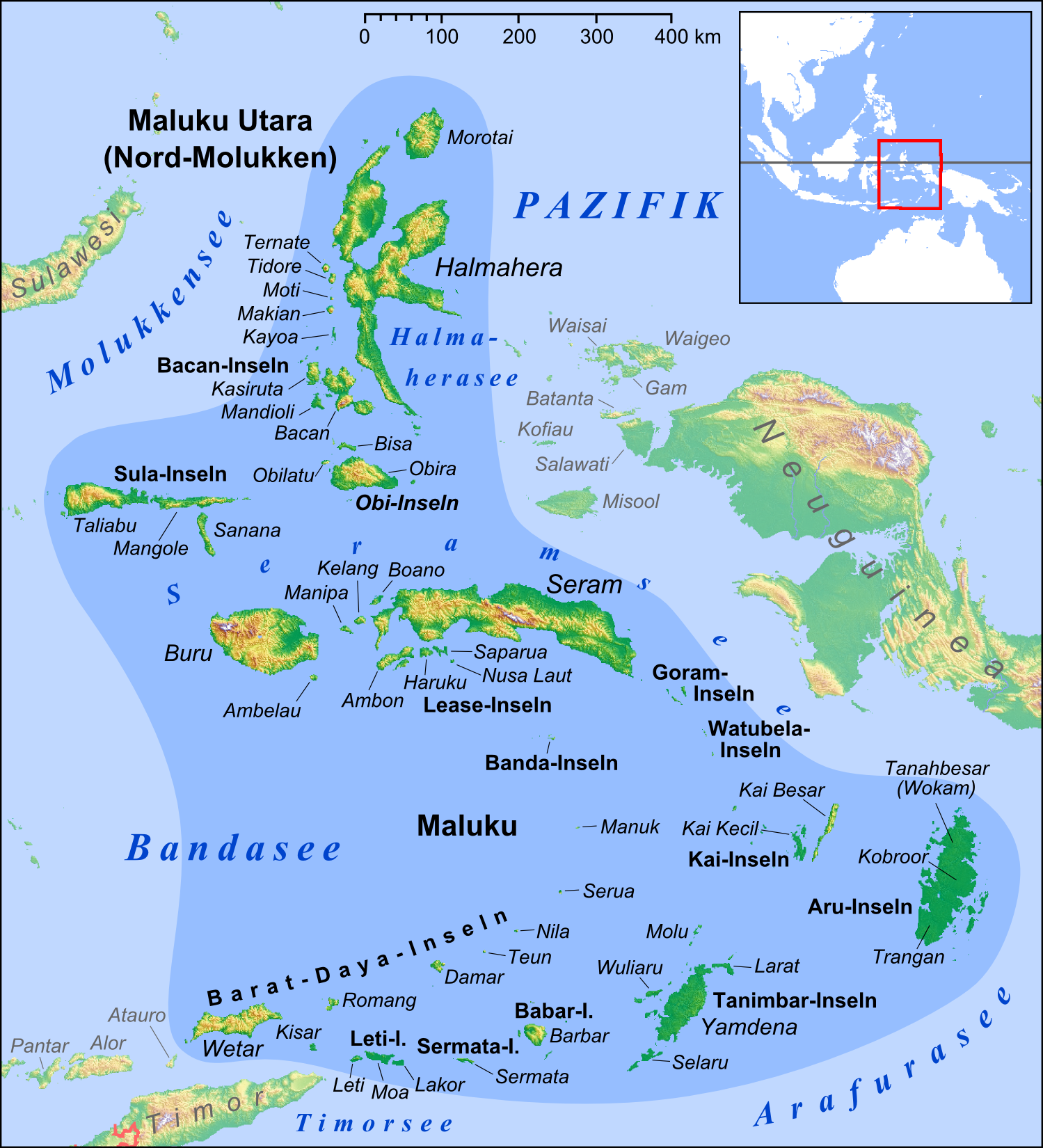
Karte der Molukken und der Inseln des Bandabogens mit der Bandasee im Südwesten

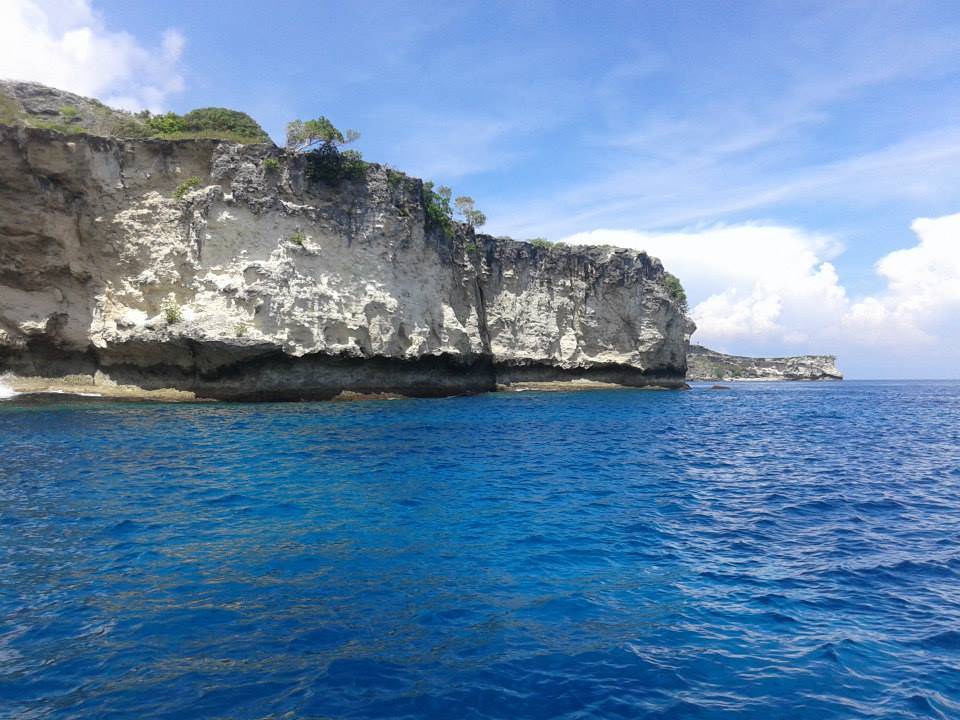
Küste der Bandasee bei Berau auf der Insel Atauro

Die Bandasee dehnt sich etwa 1200 Kilometer von Westen nach Osten, von 122° bis 132° östlicher Länge und etwa 600 Kilometer von Norden nach Süden, von 2° bis 8° südlicher Breite aus. Sie wird umrahmt von den Großen Sundainseln im Westen, dem Bandabogen mit den Kleinen Sundainseln im Süden und den Molukken im Norden und Osten. Sie geht im Norden in die Molukkensee, im Nordosten in die Seramsee, im Osten in die Arafurasee, im Süden in die Timorsee, im Südwesten in die Sawusee und im Westen in die Floressee über.
Größere Inseln an den Rändern der Bandasee sind Sulawesi mit Buton und Muna im Westen, Buru, Seram sowie Yamdena, Timor, Wetar und Flores im Süden. Obwohl die Bandasee von tausenden felsigen Inseln umrandet wird und Schiffe dort vorsichtig navigieren müssen, ist sie in ihrer Mitte fast inselfrei; zu erwähnen sind die Banda-Inseln.
Das Tiefseebecken der Bandasee ist bis zu 5800 Meter tief. Die tiefste Stelle liegt aber im Osten der Bandasee mit dem Webertief (7440 Meter).
Regelmäßig wird die Bandasee von Erdbeben erschüttert – zu nennen sind die von 1938, 2005, 2006 und 2009.
Die Timoresen nennen die ruhige Bandasee Tasi Feto, das Frauenmeer, im Gegensatz zur rauen Timorsee, dem Tasi Mane, das Männermeer.

## Geschichte

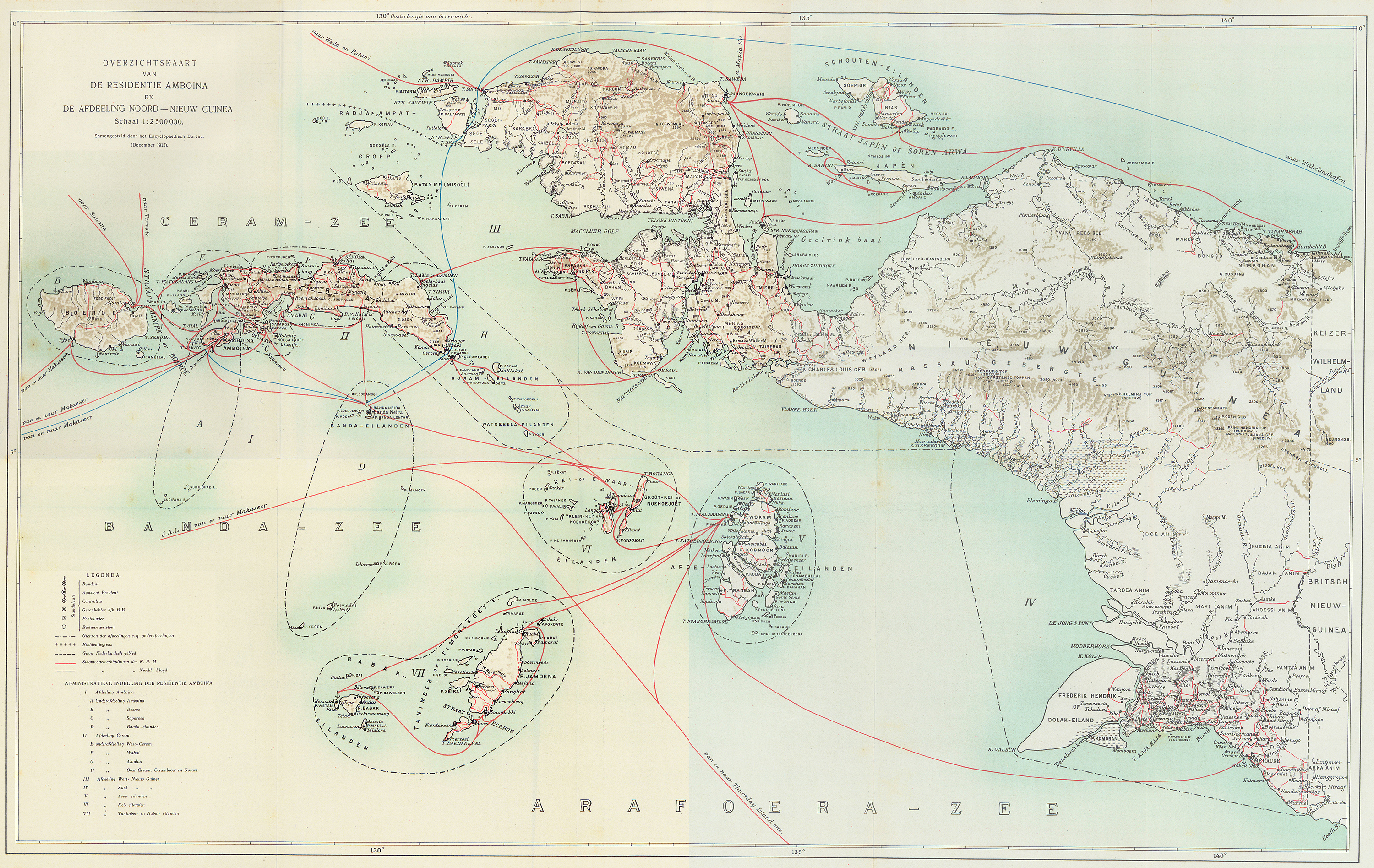
Schiffsverbindungen in der Bandasee vor dem Ersten Weltkrieg
Auf der Karte: links etwas unterhalb der Mitte

Die Bandasee wurde während der niederländischen Siboga-Expedition 1899–1900 detailliert hydrologisch erforscht.
Vor dem Ersten Weltkrieg bot die niederländische KPM viele Schiffsverbindungen zwischen den Inseln der Bandasee und benachbarten Gebieten an. Der Norddeutsche Lloyd betrieb eine Linie von Friedrich-Wilhelmshafen in Deutsch-Neuguinea über Banda und Ambon nach Makassar.